# 恰塔爾賈
恰塔爾賈是土耳其伊斯坦堡的39個區之一，位於伊斯坦堡西北角。恰塔爾賈面積1,291平方公里，是伊斯坦堡面積最大的區。2018年有人口72,966人。

恰塔爾賈